# Dompierre-sur-Mont
Dompierre-sur-Mont é uma comuna francesa na região administrativa de Borgonha-Franco-Condado, no departamento de Jura. Estende-se por uma área de 7,37 km². Em 2010 a comuna tinha 230 habitantes (densidade: 31,2 hab./km²).